# Dasycrotapha plateni
El timalí de Mindanao (Dasycrotapha plateni) es una especie de ave paseriforme de la familia Zosteropidae endémica de Filipinas. Su nombre científico conmemora al zoólogo alemán Carl Constantin Platen.

## Distribución y hábitat
Se encuentra únicamente la isla de Mindanao, en el sur del archipiélago filipino. Su hábitat natural son los bosques húmedos tropicales. Está amenazado por la pérdida de hábitat.

## Taxonomía
Anteriormente se consideraba conespecífico de timalí pigmeo (Dasycrotapha pygmaea), pero en la actualidad se consideran especies separadas. Ahora se clasifica en el género Dasycrotapha, pero en el pasado se clasificó en los géneros Stachyris y Sterrhoptilus